# Cephalostachyum mannii
Cephalostachyum mannii là một loài thực vật có hoa trong họ Hòa thảo. Loài này được (Gamble) Stapleton mô tả khoa học đầu tiên năm 1997.